# Tabanus stabilis
Tabanus stabilis är en tvåvingeart som beskrevs av Wang 1982. Tabanus stabilis ingår i släktet Tabanus och familjen bromsar. Inga underarter finns listade i Catalogue of Life.